# Verb impersonal
În gramatică, un verb impersonal este un verb ce exprimă un proces care nu are subiect agent, cum ar fi o persoană sau alt subiect gramatical concret. Există, pe de o parte, verbe impersonale care nu pot avea niciun fel de subiect (în unele limbi) sau pot avea numai un subiect numit „aparent” (în alte limbi), și altele care pot avea subiect, fără ca acesta să fie agentul procesului. Acest subiect poate fi un substantiv, un pronume, un verb la un mod nepersonal sau o propoziție subordonată. Pe de altă parte, unele verbe sunt numai impersonale, dar sunt și verbe personale care pot avea și folosire impersonală. Toate aceste verbe se folosesc numai la persoana a treia.
Cel puțin în limbile amintite în acest articol, verbele impersonale pot fi numai la singular.
În limbi ca româna, care au o conjugare relativ dezvoltată, și în care subiectul este clar marcat de desinența verbului, aceste verbe nu sunt folosite cu un cuvânt aparte în poziția obișnuită a subiectului agent. Totuși, în limbi ca româna sau BCMS, unele dintre verbele impersonale sunt utilizate cu pronumele reflexiv de persoana a treia expletiv.
În alte limbi, precum franceza sau engleza, care au o conjugare relativ redusă și, în afară de modul imperativ, subiectul trebuie exprimat printr-un cuvânt aparte, verbele impersonale au în poziția obișnuită a subiectului agent un pronume expletiv, numit și impersonal. Acest subiect este numit „aparent” sau „gramatical”, în contrast cu cel numit „real” sau „logic” pe care îl pot avea unele verbe impersonale. În franceză, subiectul aparent este il, pronume personal neaccentuat masculin, sau un pronume demonstrativ numit „neutru”: ce „aceasta”, mai rar ça „asta” ori cela „aceasta”. În engleză este pronumele personal it, ce reprezintă nume de inanimate, sau, în unele cazuri, pronumele numai impersonal there, provenit din adverbul cu sensul „acolo”.

## Tipuri de verbe impersonale

### Verbe care nu pot avea subiect
Majoritatea acestor verbe exprimă fenomene meteorologice sau alte fenomene din natură. Ele sunt numai impersonale și folosite numai la singular. Exemple :
ro  amurgește, burează, fulgeră, fulguie, ninge, plouă, trăsnește, tună, se împrimăvărează, se desprimăvărează, se înnorează, se înserează, se înseninează;
fr  il neige „ninge”, il vente „suflă vântul”, il pleut „plouă”;
en  it was raining „ploua”, it snowed „a nins”;
hu  alkonyodik „amurgește”, sötétedik „se întunecă”, tavaszodik „se împrimăvărează”, villámlik „fulgeră”, dörög „tună”, fagy „este ger”;
BCMS sviće „se luminează de ziuă”, grmi „tună”, pljušti „plouă cu găleata”, smrkava se „se întunecă”.
În mod excepțional, folosite cu sens figurat, unele din aceste verbe au subiect. Exemple:
ro  L-am fulgerat cu privirea;
Norii plouau;
fr  Il neige des feuilles „Ninge cu frunze” (Victor Hugo);
Le ciel pleuvait sur les allées feuillues „Cerul ploua pe aleile acoperite de frunze” (François Mauriac);
sr  Iza brda su grmeli topovi „Dincolo de deal tunau tunurile”.

### Verbe care pot avea subiect
Aceste verbe sunt și ele folosite numai la persoana a treia, dar, în unele limbi, unele pot fi și la plural. Subiectul lor poate fi un substantiv, în unele limbi numai nume de inanimat (de exemplu în română), un pronume, un verb la un mod nepersonal sau o propoziție. Pot fi împărțite în două categorii și în funcție de limbă, deci verbe din limbi diferite corespunzătoare unul altuia pot aparține unor categorii diferite:
1. verbe numai impersonale, verbe impersonale cu un anumit sens și personale cu altul, și verbe în principal impersonale;
2. verbe folosite impersonal în mod ocazional, cu același sens ca și cu folosire personală.

Exemple din prima categorie:
ro  Se cuvine / se cade să-l felicităm;
Trebuie să plec / să lucrezi / să vorbească;
Vor trebui să accepte;
fr  Il faut que je parle „Trebuie să vorbesc”;
hu  Ebéd közben nem illik dohányozni „Nu se cade să se fumeze în timpul prânzului”;
Orvoshoz kellene mennetek „Ar trebui să mergeți la un medic”;
BCMS Čini se da su govorili u vjetar „Se pare că au vorbit în vânt”;
Trebalo bi se okružiti novim ljudima „Ar trebui să ne înconjurăm de oameni noi”.
Exemple din a doua categorie:
ro  Era să cad;
en  It happened that I had my camera with me „S-a întâmplat să am la mine camera (de luat vederi)”;
hu  Mivel sikerült kinyitnod az üveget? „Cu ce ai reușit să deschizi sticla?”
BCMS Izgleda da smo pogrešili „Se pare că am greșit”.
În franceză sunt frecvente construcțiile impersonale rezultate prin transformarea unor construcții personale, ex. Un malheur est arrivé → Il est arrivé un malheur „S-a întâmplat o nenorocire”.

## Alte construcții cu verbe impersonale ocazionale
Sunt frecvente construcțiile cu verbul a fi și corespondentele sale în alte limbi, în expresii ce exprimă existența, o stare generală, fenomene meteorologice etc.:
ro  Aici e bine;
E cald / frig;
fr  Il est 7 heures „Este ora 7”;
Il fait beau / froid / bon / chaud „Este frumos / frig / plăcut / cald”, Il fait 15 °C „Sunt 15° Celsius” (lit. „El face…”);
Il y a du soleil aujourd’hui „E soare astăzi” (lit. „El acolo are…”);
Il y a quelqu’un à la porte „Este cineva la ușă”;
en  It's colder today „Este mai frig astăzi”, It's not very warm „Nu e prea cald”;
It's your birthday, isn't it? „Este ziua ta de naștere, nu-i așa?”;
Is there any more tea in the pot? „Mai este ceai în ceainic?” (lit. „Este acolo…?”) ;
Are there any letters for me? „Sunt scrisori pentru mine?” (lit. „Sunt acolo…?”);
hu  Éjfél van „E miezul nopții”;
Köd van „E ceață”, Nincs jó idő „Nu e vreme bună”;
Vannak hibák „Există greșeli”, Nincsenek csodák „Nu există minuni”;
BCMS Ima li iko da zna ovu pjesmu? „Este cineva care știe cântecul ăsta?” (lit. „Are…?”);
Ima i drugih nego ti […] „Sunt și alții, nu numai tu […]” (lit. „Are…”);
Večeras će biti hladno „Deseară va fi frig”;
Bilo je dosta ljudi na šetalištu „Erau destul de mulți oameni pe promenadă” (lit. „Fost-a…”).
Tot cu verbul a fi există expresii impersonale formate cu adjective, adverbe sau substantive cu funcție de nume predicativ, având ca subiect un verb la un mod nepersonal sau o propoziție. Exemple:
ro  E greu / ușor / imposibil de înțeles;
E bine să faci sport;
fr  Il n’est pas étonnant qu’il soit malade „Nu e de mirare că e bolnav”;
Ce n’est pas beau de mentir „Nu e frumos să se mintă”;
Il est temps que vous partiez „Este timpul să plecați”;
en  It's difficult to make / making new friends „E greu să-ți faci noi prieteni”;
It was a pity so few people came „Păcat că a venit așa de puțină lume”;
BCMS Ljude je teško osloboditi straha „Este greu să-i eliberezi pe oameni de teamă” ;
Dobro je što se Petar vratio „E bine că Petar s-a întors”.
În limba maghiară, în expresii de felul acesta lipsește obligatoriu și verbul corespunzător lui „a fi” la indicativ prezent, dar nu și la alte forme:
Rontani könnyebb, mint építeni „A distruge e mai ușor decât a construi”;
Fontos volt, hogy megtanuljam a szövegszerkesztő használatát „A fost important să învăț folosirea procesorului de text”;
În unele gramatici se consideră cu folosire impersonală verbele în propoziții cu agent nedefinit sau general, care se folosesc cu pronume reflexiv de persoana a treia. Unele au sens pasiv, altele nu:
ro  Calul de dar nu se caută în gură (cu sens pasiv);
Se doarme bine în hamac? (nu cu sens pasiv);
BCMS Čarape se peru u mlakoj vodi „Ciorapii se spală în apă călduță” (cu sens pasiv);
Živi se nekako „Se trăiește cumva” (nu cu sens pasiv).
În franceză, asemenea construcții pot fi numai cu sens pasiv, ex. Ce plat se prépare en cinq minutes „Mâncarea asta se gătește în cinci minute”.
În unele construcții impersonale este prezent un complement nume de persoană sau un substitut pronominal al acestuia, de cele mai multe ori indirect numit „de atribuire”, cum este cel în cazul dativ în limbile cu declinare:
ro  Mi-e suficient să te știu fericit;
fr  Il me semble que c’est une bonne idée „Mi se pare că e o idee bună”;
hu  Nekem mindegy „Mie mi-e totuna”;
BCMS Nijedna mi ne izgleda dovoljno čvrsta „Niciuna nu mi se pare destul de tare”.
În construcții impersonale în care este vorba de starea psihică sau fizică a unei persoane, în unele limbi, aceasta din urmă este adesea exprimată printr-un complement indirect. Exemple:
ro  Mi-e dor / milă / rușine / foame / sete / cald / frig / somn;
Îmi vine să plâng;
hu  Jólesik (nekem) egy kicsit pihenni „Îmi cade bine să mă odihnesc puțin”;
Fáj (neki) a feje a zajtól „Îl/O doare capul de zgomot”;
BCMS – Kako vam je ovde? – Lepo nam je „– Cum vă e aici? – Ne e bine”;
Vojnicima je bilo hladno „Soldaților le era frig”;
Detetu se spava „Copilului îi e somn” (lit. „… se doarme”);
În limbi ca româna sau BCMS, unele asemenea verbe și expresii impersonale se construiesc cu complement direct:
ro  Mă dor ochii de fum;
Mă doare că gândești așa;
BCMS Boli me da ne mogu više planinariti „Mă doare că nu mai pot face alpinism”;
Sve nas je strah „Tuturor ne e frică”;
Stid me je „Mi-e rușine”.